# 第二次世界大戦中のスイスへの空襲
第二次世界大戦中のスイスへの空襲は、開戦当初は散発的な爆撃と空中戦に止まっていたが、第二次世界大戦後半になると頻繁に行われるようになった。
スイスは第二次世界大戦中を通じて中立国だったが、枢軸国もしくは枢軸国によって占領された国に隣接し、時には周囲をほぼ完全に囲まれていた。 数度にわたって、連合国の爆撃がスイスの標的を襲い、死者や物的損害をもたらした。スイス政府は、1940年のナチス・ドイツのフランス侵攻の際、はじめてドイツ軍機を迎撃したが、ドイツの圧力に屈する形で、航空機の迎撃を停止した。 このような事情から、外交的な接触が行われるようになった。連合軍側は中立違反の原因を航法上のミス、機器の故障、天候、パイロットのミスなどと説明したが、スイスでは連合軍による一部の中立違反がナチス・ドイツとの経済協力関係を解消させるための圧力ではないかと懸念されていた。 戦争末期には、空襲に加えて、個別の戦闘機がスイスの目標を機銃掃射した。スイス軍は、スイス上空を飛行する連合軍機を戦闘機や高射砲で攻撃した。

## 連合軍によるスイスの空域利用
第二次世界大戦中、スイス領空は連合・枢軸双方の侵犯を受けた。 ドイツのフランス侵攻の間、スイス空軍は3機の航空機の喪失と引き換えに、スイス領空を侵犯した11機のドイツ軍機を撃墜した。その中でも最も重大化した事案は、1940年6月4日にスイスがメッサーシュミット Bf110を撃墜した後に起こった物である。 これを受けてヘルマン・ゲーリングは、32機のメッサーシュミット Bf110を侵入させたが、スイス軍の14機のメッサーシュミット Bf109によって迎撃され、4機のメッサーシュミット Bf110が失われた。これは、ドイツによる制裁と報復の脅威をもたらす結果となり、6月20日にスイス政府は自国の領空における外国航空機の迎撃の停止を命じる事を決定した。
連合国と枢軸国の航空機が自由にスイスの上空を飛行していたため、戦時中、スイスでは7,000以上の空襲警報が作動した。一部の連合軍の爆撃機は、ドイツ国内の目標に向けて爆撃を行う際、この状況を用いて敵の空域ではない安全な経路としてスイスの空域を利用するケースもあったが、それ以上に、爆撃機が遭難した場合ドイツ領内ではなく、中立国であるスイスに降下する事が好まれた。 その結果、スイスは最終的に1,700人のアメリカ人飛行士を抑留する事になった。
1941年から1942年にかけて、スイスの上空を連合軍の爆撃機が飛ぶ事はほとんどなかった。これはドイツの圧力を受けたスイス当局が、米英軍機の航行を複雑にするため灯火管制を行ったためである。 中立国であるスイスの領土は連合軍の爆撃機にとって安全であるため、ドイツはスイス側に圧力をかけ、連合軍の航空隊に爆撃を続けさせずにスイスに着陸させるよう仕向けた。
1943年、スイス軍は自国の領空を侵犯した連合軍機を攻撃し始めた。スイス空軍の戦闘機によって6機、高射砲によって4機の連合軍機が撃墜され、36人の連合軍パイロットが死亡した。はじめてスイス軍によって連合軍の航空機が撃墜されたのは、1943年7月12日から13日の夜、スイス領内のヴァレー州上空を低空飛行していた2機のイギリス空軍の爆撃機で、スイス軍の対空砲火による被害だった。はじめてアメリカ軍爆撃機がスイスの上空で撃墜されたのは、1943年10月1日にバート・ラガッツの近くの事で、乗員のうち3人だけが生き残った。
1944年9月5日、損傷を受け、スイス領空を通過中のB-17爆撃機を護衛していたアメリカ軍のP-51マスタングが、スイス軍のメッサーシュミット Bf109と遭遇した。スイスの上空であることを知らなかったP-51はスイス軍のメッサーシュミットを攻撃し、1機を撃墜してパイロットを死亡させ、もう1機を損傷させた。

## 事案

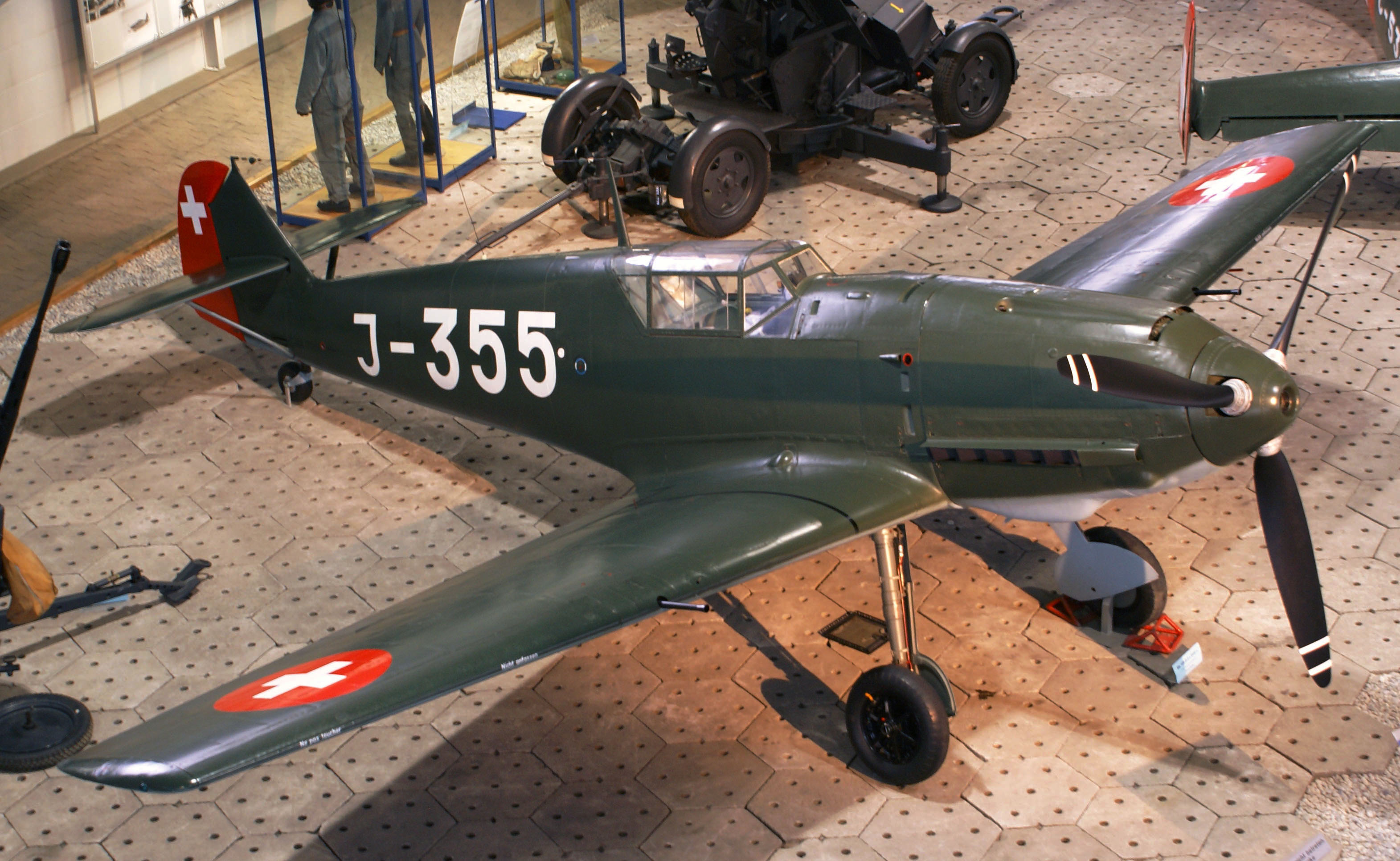
第二次世界大戦期のスイス空軍の主力機だったメッサーシュミット Bf109、スイス軍のメッサーシュミットはスイス上空を飛行する連合軍機を迎撃するため用いられた。

第二次世界大戦中、連合軍機はスイスを約70回にわたって爆撃し、84人が死亡した。 これらの爆撃は誤爆とされているが、歴史家の中には連合国がドイツに対敵協力したスイスに警告を送りたかったのではないかと疑う者もいる。

### シャフハウゼン
1944年4月1日、アメリカ陸軍航空軍によるシャフハウゼンへの昼間爆撃は、すべての事案の中で最も深刻な物だった。約50機のB-24リベレーターの大編隊が、シャフハウゼンを、北に235キロ離れた本来の標的であるマンハイム近郊のルートヴィヒスハーフェン・アム・ラインと誤認し、60トンの爆弾を投下したのである。 シャフハウゼンでは空襲警報が鳴っていたが、これまで何度も鳴っていたにもかかわらず攻撃がなかったため、地元住民は安心して、多くの人が避難しなかった。合計40人の死者、約270人の負傷者を出し、街の大部分が破壊された。スイス政府から説明を求められた連合国側の調査で、フランス上空で悪天候によりアメリカ軍の編隊が乱れた事や爆撃機の対地速度の倍近くの強風が航法士を混乱させた事などが判明した。他にドイツとフランスに散在するふたつの都市もこの作戦で誤爆された。シャフハウゼンをルートヴィヒスハーフェン・アム・ラインと誤認した要因はライン川の右岸（北側）に位置していたためであった。1944年10月までに、400万米ドルの賠償金が支払われた。

### シュタイン・アム・ライン
1945年2月22日、アメリカ陸軍航空軍によって13度にわたるスイスへの空襲が行われた。最大の被害を受けたのはシュタイン・アム・ラインで、他にテーガーヴィレン、ラフツ、ヴァルスなどが被害を受けた。これらの攻撃で21人が死亡した。

### チューリッヒとバーゼル
1945年3月4日、アメリカ陸軍航空軍のB-24H爆撃機6機がチューリッヒに12.5トンの高性能爆薬と12トンの焼夷弾を投下し、5人が死亡した。 本来の標的はチューリッヒの北290キロに位置するフランクフルト・アム・マイン近郊のアシャッフェンブルクであった。コースを外れた6機の爆撃機の乗組員たちはフライブルク・イム・ブライスガウを爆撃していると思い込んでいた。 ほぼ同時刻に、他の爆撃機がバーゼルに12.5トンの高性能爆弾と5トンの焼夷弾を投下した。

### その他の攻撃
1940年を通じて、イギリス空軍によってジュネーブ、レネンス、バーゼル、チューリッヒへの小規模な攻撃が行われた。1943年10月1日、米軍機がサメーダン上空で爆弾を投下し、物的損害を与えた。1944年にはコブレンツ、コルノル、ニーダーヴェニンゲン、タインゲンなどが攻撃された。 1945年にはキアッソが2度の攻撃を受け、バーゼルは1945年3月4日に爆撃された。1945年4月16日にブルージオが大戦中最後の空爆を受けた。
1944年4月28日から29日にかけて、ドイツ軍のメッサーシュミットBf 110 G-4がスイス領空でイギリスの爆撃機を追跡していたが、エンジントラブルによってドイツ軍パイロットはスイスへの着陸を余儀なくされ、拘束された。Bf110には最新鋭のFuG220レーダーが搭載されていた。ドイツはスイス側の技術者がFuG220レーダーを破壊する代償として、12機のBf109 G-6をスイスに売却した。しかし、これらのG-6には戦時下の製造条件が原因の重大な欠陥がある事が判明した。

## 軍法会議の手続き
1945年6月1日、イギリスでチューリッヒ空襲に関する軍法会議が開かれた。裁判長は有名な俳優で戦争中はB-24のパイロットだったジェームズ・M・スチュワート大佐だった。機長のウィリアム・R・シンコック中尉とナビゲーターのひとりであるセオドア・Q・バリデス中尉が告発され、特にシンコックは「過失により友好国の領土に爆弾を不当に投下した」という戦争条項第96条違反が疑われたが、気象条件と機器の故障が原因である事が判明し、被告は刑事責任を問われず無罪となった。後に極東国際軍事裁判の検察官が、この事件を真珠湾攻撃に関与した日本軍パイロットを起訴するための前例として議論した。しかし、中立地や国家を航空攻撃から特別に保護する国際法が存在しない事が判明し、この案はすぐに取り下げられた。

## 賠償
1949年10月21日、アメリカ政府は1944年10月までに支払われた400万米ドルに加え、スイス政府に第二次世界大戦中の人と財産への損害に対する完全かつ最終的な賠償として、6217万6,433.06スイス・フラン（当時の米ドル換算で1440万ドル、現在の2億900万米ドル相当）を支払う事で合意した。

## 関連文献
- Cathryn J. Prince: Shot from the Sky: American POWs in Switzerland. Kindle Edition. Naval Institute Press/Amazon Media EU S.à r.l., 2015, ASIN B00ZSDPIHE.
- Stephen Tanner: Refuge from the Reich: American Airmen and Switzerland During World War II. Da Capo Press, illustrated edition, 2001, ISBN 978-1885119704.
- Daniel L. Culler: Black Hole of Wauwilermoos:[17] An Airman's Story. Sky & Sage Books, Green Valley 1995. ISBN 978-1887776011.
- Jürg Hofer: Die Strafanstalt Wauwilermoos LU. Sauerländer 1978, ISBN 978-3794118441.